# Zelotes daidalus
Zelotes daidalus este o specie de păianjeni din genul Zelotes, familia Gnaphosidae, descrisă de Maria Chatzaki în anul 2003. Conform Catalogue of Life specia Zelotes daidalus nu are subspecii cunoscute.